# Brigitte Friesz
Brigitte Friesz (* 1944 in Langen (Hessen)) ist eine deutsche Bühnenbildnerin und Malerin.

## Leben
1963 begann sie ein Studium an der Staatlichen Werkkunstschule Kassel und wechselte 1964 an die École nationale d'art décoratif d'Aubusson, Frankreich. Während dieser Zeit war sie u. a. Assistentin von Jean Lurçat in Saint-Céré im Département Lot, Frankreich. 1965 ging sie als Schülerin von Victor Vasarely nach Paris. Ab 1966 setzte Brigitte Friesz ihr Studium an der Hochschule für bildende Künste Hamburg fort und studierte freie Malerei bei Almir Mavignier, Bühnenbild bei Wilfried Minks und Ästhetik bei Max Bense und Bazon Brock. Nach dem Studienabschluss arbeitete sie von 1971 bis 1973 an der Schaubühne am Halleschen Ufer in Berlin als Bühnenbild-Assistentin und Bühnenbildnerin an Aufführungen bei Karl-Ernst Herrmann und in Zusammenarbeit mit Peter Stein. 1973 bis 1981 war Friesz als Bühnen- und Kostümbildnerin an den Theatern Heidelberg und Basel. Weiterhin arbeitete sie u. a. am Theater Freiburg, an der Staatsoper Hamburg, am Staatstheater Kassel, am Bayerischen Staatsschauspiel München, am Stadttheater Bern sowie am Theater am Neumarkt und am Schauspielhaus Zürich. 1992 übernahm Friesz die Ausstattung für Pedro Calderón de la Barca Das große Welttheater der Festspiele Kloster Einsiedeln/Schweiz. 1988 war Friesz Lehrbeauftragte an der Hochschule für Gestaltung Zürich und 1992 Gastprofessorin an der Universität der Künste Berlin. Brigitte Friesz ist seit Mitte der 1990er-Jahre wieder als Malerin tätig und zeigt ihre Werke in Einzel- und Gruppenausstellungen in Deutschland, Frankreich und der Schweiz. 1998 inszenierte sie in ihrer Ausstellung in Bern das Theaterstück Medeamaterial von Heiner Müller. 2014 fand in den Berliner Uferstudios die Einzelausstellung „das ICH bin“ statt. Sie lebt in Berlin.

## Auszeichnungen
- 1980: Erster Preis für Bühnenbild und Kostüme beim Schweizer Theatertreffen
- 1987: Werkpreis der Stadt Bern

| Personendaten    | Personendaten                        |
| ---------------- | ------------------------------------ |
| NAME             | Friesz, Brigitte                     |
| KURZBESCHREIBUNG | deutsche Bühnenbildnerin und Malerin |
| GEBURTSDATUM     | 1944                                 |
| GEBURTSORT       | Langen (Hessen)                      |